# Андреевка (Бугульминский район)
Андре́евка — село в Бугульминском районе Татарстана, относится к Акбашскому сельскому поселению.
Расположено в 5 км к югу от села Акбаш и в 22 км к юго-западу от Бугульмы, примыкает к границе с Оренбургской областью. Через село протекает река Верхняя Дымка (приток Дымки).
По окраине села проходит автодорога Бугульма — Бузулук. В 1,5 км к западу от села проходит ж.-д. линия Москва — Ульяновск — Уфа.

## История
Основано в середине XVIII века, до 1860-х годов жители относились к категории государственных крестьян.
Село вновь образовано в 1828 году из крестьян и однодворцев, переселённых из села Средние Апочки Курской губернии во время планового заселения территорий (см. фонд 150, опись 1, дело 24, листы 269—279, архив ЦГАСО).

## Население
| 1859 | 1897 | 1920 | 1926 | 1938 | 1949 | 1958 | 1970 | 1979 | 1989 | 2009 | 2011 | 2013 |
| ---- | ---- | ---- | ---- | ---- | ---- | ---- | ---- | ---- | ---- | ---- | ---- | ---- |
| 465  | 941  | 1391 | 982  | 912  | 636  | 532  | 360  | 261  | 137  | 213  | 212  | 215  |

## Культура
- Сельский дом культуры, вместимостью 150 мест (не действующий в настоящее время из-за ветхости)
- Мемориальная стела «Вечная слава павшим героям 1941 • 1945» с перечнем фамилий
- Клуб в здании начальной школы на 80 мест
- Андреевская сельская библиотека-филиал № 29 (2,1 тыс. томов)
- Сгоревшая, примерно в 2007 году, деревянная однопрестольная Михаило-Архангельская церковь (1896—1902 гг постройки)[5], построенная по проекту гражданского инженера Э. Кистермана, он же руководил постройкой, храм был освящён в 1896 году, а строительство колокольни и отделочные работы продолжались до 1902 года. Решение о строительстве храма было принято в 1894 году на сельском сходе, с этого момента начался и сбор денег. Задержка строительства была связана с недостаточностью средств и отсутствием крупных инвесторов.
- Мордовский ансамбль «Чары каль» («Ивушка»)

## Медицина
- Фельдшерско-акушерский пункт

## Образование
- Начальная школа вместимостью 40 мест

## Торговля
- Магазин «Райпо»